# Церковь Рождества Пресвятой Богородицы (Льялово)
Церковь Рождества Пресвятой Богородицы — православный храм в селе Льялово, входит в состав Солнечногорского благочиния Московской областной епархии Русской православной церкви. Освящён в честь праздника Рождества Пресвятой Богородицы.
Кирпичная центрическая церковь в стиле классицизма. Здание с лепестковым планом и отдельно стоящей колокольней выстроено в 1800 году на средства Е. И. Козицкой. В склепе — усыпальница потомков Козицкой, князей Белосельских-Белозерских. Трапезная с Покровским и Спасским приделами пристроена в 1862 году на средства А. П. Митриной. Церковь была закрыта в 1937 году. В середине 1950-х годов перестроена и занята клубом. Возвращена верующим в 1991 году, отреставрирована.

### Клирики храма на март 2024 года
Клириками храма являются: настоятель протоиерей Георгий Стародуб, протоиерей Олег Шуршалов, иерей Илия Теняев, диакон Дионисий Лобанов.